# (738) Alagasta
(738) Alagasta (designació provisional 1913 QO, 1950 BX1, A908 CA i A913 AF) és un asteroide que forma part del cinturó d'asteroides descobert per Franz Kaiser el 7 de gener de 1913 des de l'Observatori de Heidelberg-Königstuhl (Heidelberg, Alemanya). El seu epònim és Gau-Algesheim (municipi urbà). Fa aproximadament 63 km de diàmetre i té una albedo baixa.